# Upper Chindwin
El districte d'Upper Chindwin fou una divisió administrativa de l'Alta Birmània, divisió de Sagaing, amb una superfície de 48148 km². Població: 111.533 el 1891, 145.032 el 1901 que eren 154.551 incloent els dos estats xans. El seu nom deriva del riu Chindwin que el creuava de nord a sud. Era el districte més gran de la Birmània britànica. Incloïa dos estats xans que eran de facto independents sota els seus sawbwas (princeps): Zingkaling Hkamti i Hsawnghsup.
El territori era administrat per un wun birmà conegut com el Khampat toun, amb seu a Kindat. El 1885 als esclatar la guerra contra Anglaterra, els britànics d'una companyia comercial foren assassinats però els britànics van aconseguir rescatar alguns més en una expedició des de Manipur a través de la vall de Kabaw on es van fer forts.
El districte fou ocupat pels britànics el 1886. Van trobar alguna resistència a Balet i Masein però es va sotmetre el sawbwa de Hsawnghsup. Inicialment (1887) es va formar el districte de Chindwin amb capital a Alon, però el 1888 es va dividir en Lower Chindwin i Upper Chindwin amb Kindat i Monywa com a capitals (la primera de l'Alt Chindwin). El 1886 el subcomissionat britànic Gleeson fou assassinat a Mingin però després hi va haver moltr poca resistència.
El príncep Shwegyobyu ajudat pels dacoits Nga Saga i Nga Pyo, va intentar la revolta a la zona però fou ràpidament dominada. El sawbwa de l'estat de Kale estava en guerra contra el seu nebot Pa Gyi i els xins van aprofitar l'ocasió per fer incursions a les valls de Kale i Kabaw; finalment Pa Gyi va ser reconegut sawbwa, però després va conspirar amb el príncep Shwegyobyu que el 1889 s'havia refugiat amb el xins (tribu dels tashon). Una expedició britànica va castigar els xins (1888-1889) però els atacs a la vall de Kabaw no van parar fins al cap d'un temps. El 1890-1891 es va produir la rebel·lió Wuntho dirigida per Nga Le que va sortir de les muntanyes Taungthonlon cap a Homalin, on va cremar alguns edificis i va cridar al seu parent el príncep d'Hsawnghsup, en ajut; però el príncep va romandre lleial als britànicsm i Nga Le fou aviat expulsat del districte. Pa Gyi fou deportat el 1891 per complicitat i l'estat de Kale fou annexionat. Poc després es va establir una posició avançada al nord, a Tamanthi. El 1892 i 1894 es van fer noves expedicions contra els xins. Després de 1896 el districte estava pacificat.
El 1901 estava dividit en quatre subdivisión i deu municipalitats:
- Kindat:
  - Kindat
  - Tamu
- Kale
  - Masein
  - Kalewa
  - Kale
- Mingin
  - Mingin
  - Kyabin
- Homalin
  - Paungbyin
  - Homalin
  - Maingkaing

I dos estats:
- Hsawnghsup
- Zingkaling Hkamti o Singaling Hkamti

Hi havia 4 myothugyis i 454 pobles amb cap. Els dos estats xans estaven administrats pels seus sawbwas com els altres estats xans però en algunes matèries estaven sota control del subcomissionat d'Homalin que feia les mateixes funcions d'un assitent superintendent als estats xans.